# 奥戸町
奥戸町（おくどまち）とは、東京府南葛飾郡にかつて存在した町である。現在の葛飾区の東南部に位置していた。葛飾区の地名として現存する。

## 沿革
- 1889年（明治22年）5月1日 - 町村制の施行に伴い、上小松村、下小松村、奥戸村、奥戸新田、曲金村、細田村、鎌倉新田の全域と、以下の2村の各一部が合併して奥戸村が発足（カッコ内は残部の編入先）。
  - 上一色村飛地（鹿本村）
  - 新宿町飛地（新宿町）
- 1914年（大正3年）4月1日 - 荒川放水路設置に伴い、平井村の放水路以北を編入。
- 1930年（昭和5年）11月3日 - 奥戸村が町制施行して奥戸町となる。
- 1932年（昭和7年）10月1日 - 南葛飾郡全域が東京市に編入。奥戸町の区域は葛飾区となる。

## 首長
村長
- 関根柳介（衆議院議員）

## 交通

### 鉄道
- 国鉄（現JR東日本)
  - 総武本線：新小岩駅
- 京成電鉄
  - 本線・押上線：京成高砂駅

## 現在の地名
奥戸、鎌倉、新小岩、西新小岩、東新小岩、細田、高砂一丁目、二丁目、三丁目、四丁目、五丁目（いずれも大体の範囲）